# Børneporno
Børnepornografi er "en visuel afbildning af den seksuelle udnyttelse af et barn, med fokus på barnets seksuelle adfærd eller kønsorgan" (Interpols definition). Red Barnet anbefaler at bruge betegnelsen "seksuelt overgrebsmateriale med børn".
Produktion såvel som distribution og besiddelse af børnepornografi anses som overgreb på børn og er strafbart i Danmark og de fleste andre lande. Dem der er med til at producere og distribuere børneporno er almindeligvis mere foragtet af befolkningen, end dem der begår andre former for kriminalitet.

## Lovgivning

### Danmark
| „ | Den, som udbreder pornografiske fotografier eller film, andre pornografiske visuelle gengivelser eller lignende af personer under 18 år, straffes med bøde eller fængsel indtil 2 år eller under særligt skærpende omstændigheder med fængsel indtil 6 år. Som særligt skærpende omstændigheder anses navnlig tilfælde, hvor barnets liv udsættes for fare, hvor der anvendes grov vold, hvor der forvoldes barnet alvorlig skade, eller hvor der er tale om udbredelse af mere systematisk eller organiseret karakter. Stk. 2. Den, som besidder eller mod vederlag eller gennem internettet eller et lignende system til spredning af information gør sig bekendt med pornografiske fotografier eller film, andre pornografiske visuelle gengivelser eller lignende af personer under 18 år, straffes med bøde eller fængsel indtil 1 år. Stk. 3. Bestemmelsen i stk. 2 omfatter ikke besiddelse af fotografier, film el.lign. af en person, der er fyldt 15 år, hvis den pågældende samtykker i besiddelsen. | “ |
|   | — § 235 i den danske straffelov |   |

Alt form for produktion, distribution og besiddelse af børneporno er ulovligt i Danmark. Et barn defineres i forbindelse med børnepornografiens straffelove, som personer under 18 år. Strafferammen for distribution af børneporno er på maks. 6 års fængsel og 1 års fængsel for besiddelse.
Forbuddet gælder alt materiale i form af billeder, film og video, etc. der afbilleder børn i situationer hvor der foregår konkrete seksuelle overgreb eller hvor der er fokus på barnets kønsorganer. Forbuddet dækker også rent fiktivt materiale i den omfang det er så realistisk at det kan forveksles med fotografier af virkelige hændelser, f.eks. i form af computergenererede billeder – hvorimod f.eks. hentai falder uden for forbuddet – og på trods af at ingen børn har været involveret i produktionen.
Den nuværende lovgivning stammer fra april 2003, hvor den blev strammet på baggrund af en EU rammeafgørelse vedtaget af EU's ministerråd. I forbindelse med stramningen blev:
- Aldersgrænsen hævet fra 15 til 18år
- Fiktivt materiale blev inkluderet
- Strafferammen for distribution hævet fra 2 til 6 år
- Strafferammen for besiddelse hævet fra 6 måneder til 1 år

#### Forsæt
En person først straffes, hvis vedkommende har forsæt til forbrydelsen. Det vil sige, at hvis man ved et tilfælde kommer til at downloade en fil eller indholdet fra en internetside med børneporno, kan man ikke straffes. Hvis der senere indtræder forsæt til at besidde sådant materiale, vil det dog kunne straffes, fx hvis brugeren bevidst kalder den tilfældigt hentede information frem fra computerens hukommelse. En bevist reetablering af informationen vil altså være et brud på loven om børneporno.

#### Internet børnepornofilter
I Danmark er der fra januar 2006 på opfordring af EU-Kommissions støtteprogram "Safer Internet Plus" indført et internetfilter med det formål at blokere for hjemmesider med børneporno.
Listen over uønskede hjemmesider opdateres af Rigspolitiet, der sender dem videre til internetudbyderne. Internetudbyderne forhindrer så deres kunder i at få adgang til siderne via internetudbydernes DNS-servere. Filteret er derfor langtfra skudsikret, men kan omgås ved at personen benytter en fri DNS-server.

## Distribution af børnepornografi
Mens børneporno op til 1980'erne i begrænset omfang blev solgt under disken, øgedes ikke-kommerciel distribution betydeligt, da internettet kom frem. Den deles som regel i private kredse igennem fildeling, IRC og usenet. I Tyskland er der blot en efterforskning af besiddelse af børneporno hvert år, for hver 20.000 mennesker, og antallet forbliver konstant. Kun 2,7 % af dem omhandler kommerciel distribution eller organiserede grupper. Det store flertal handler på egen hånd.[kilde mangler]
Mange børnepornonetværk opererer i mere end et land, og gør det svært for det enkelte lands myndigheder at lukke dem ned. En international politioperation imod et børnepornonetværk, kallet Wonderland Club, resulterede i mere end 100 anholdelser i 14 lande.[kilde mangler]
Kilder hævder at det meste online materiale faktisk er madding udlagt af politiet og FBI. Den amerikanske pædofilorganisation NAMBLA's nyhedsbrev advarede engang sine læsere om, at de fleste forespørgsler på nettet om børneporno, er politifælder. Sådanne fælder må det danske politi ikke lægge.[kilde mangler]
Judith Levine citerer to kilder i sin bog om børn og sex, Harmful to Minors, om politiets rolle i distribution af børneporno. Den ene er forskeren Lawrence Stanley, der i et studie i 80erne
- "..concluded that the pornographers were almost exclusively cops".[kilde mangler]

Og kilder i politiet var enige:
- "In 1990 at a southern California police seminar, the LAPDs R.P. "Toby" Tyler proudly announced as much. The government had shellacked the competition, he said; now law enforcement agencies were the sole reproducers and distributors of child pornography."[kilde mangler] Situationen kan dog have ændret sig meget siden 1990, særligt på grund af internettets fremkomst.

## Identifikation af ofre
Det internationale politisamarbejde Interpol har siden 2001 vedligeholdt en database over billeder af børn der har været udsat for børnepornografi. Databasen har til formål at hjælpe med til identifikation af ofre og er tilgængelig for det lokale politi i alle medlemslande. Der er i dag indsamlet mere end 200.000 billeder af mere end 20.000 forskellige børn. Mindre end 500 er blev identificeret og deres sag efterforsket.